# Кубачинская обработка металла

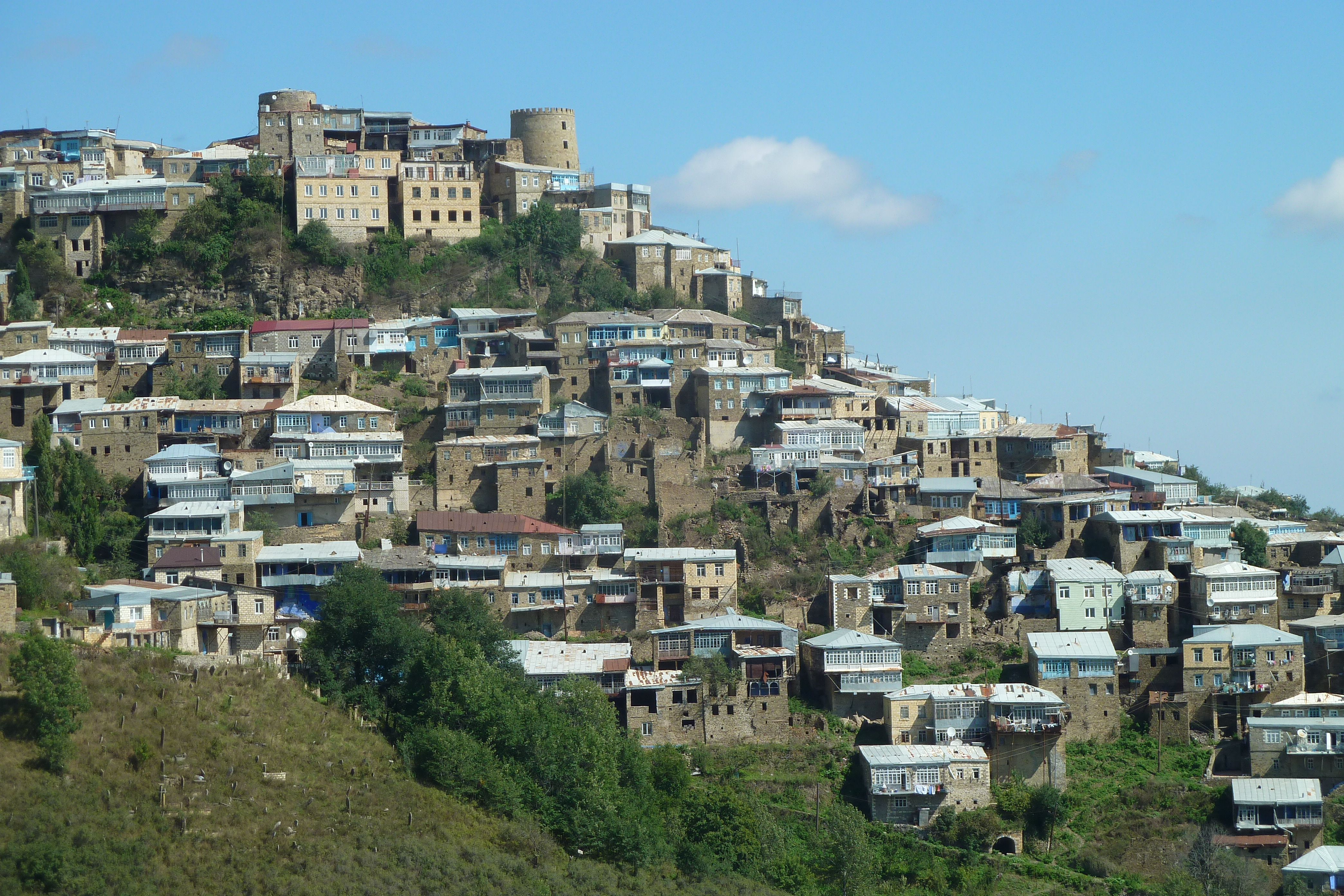
Панорама села Кубачи с видом на здание Кубачинского художественного комбината (наверху)

Кубачинская обработка металла — традиционный дагестанский художественный промысел с центром в селе Кубачи.

## Возникновение и развитие промысла
По результатам археологических исследований, художественной обработкой металла местные жители стали заниматься ещё 5 тысяч лет назад. В середине 1 тыс. нашей эры в этой местности получило развитие бронзовое литьё. К 7 веку нашей эры изделия кубачинских мастеров высоко ценились в странах Ближнего Востока и в Закавказье.

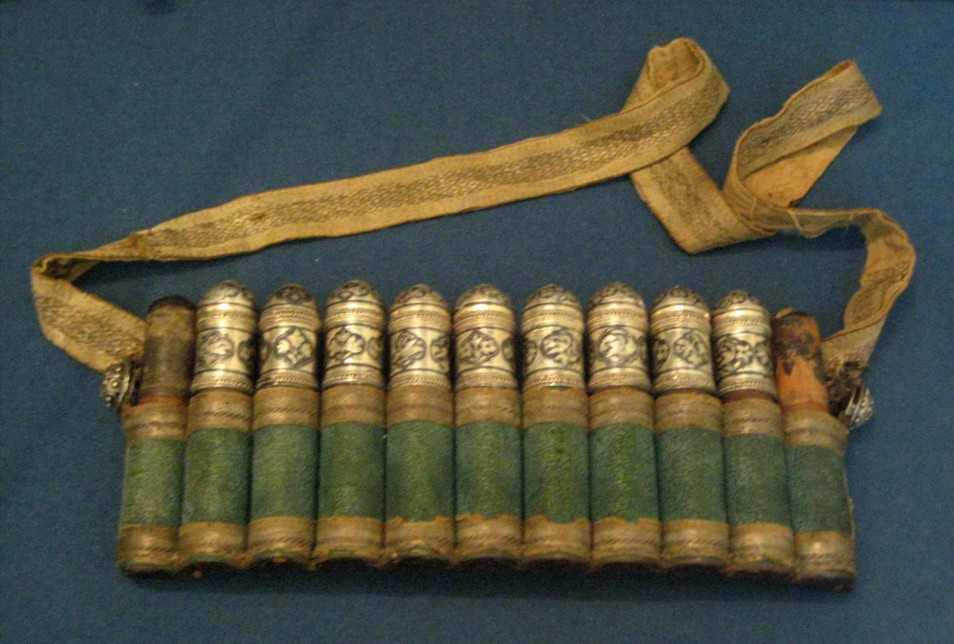
Газырница, XIX век, Кубачи

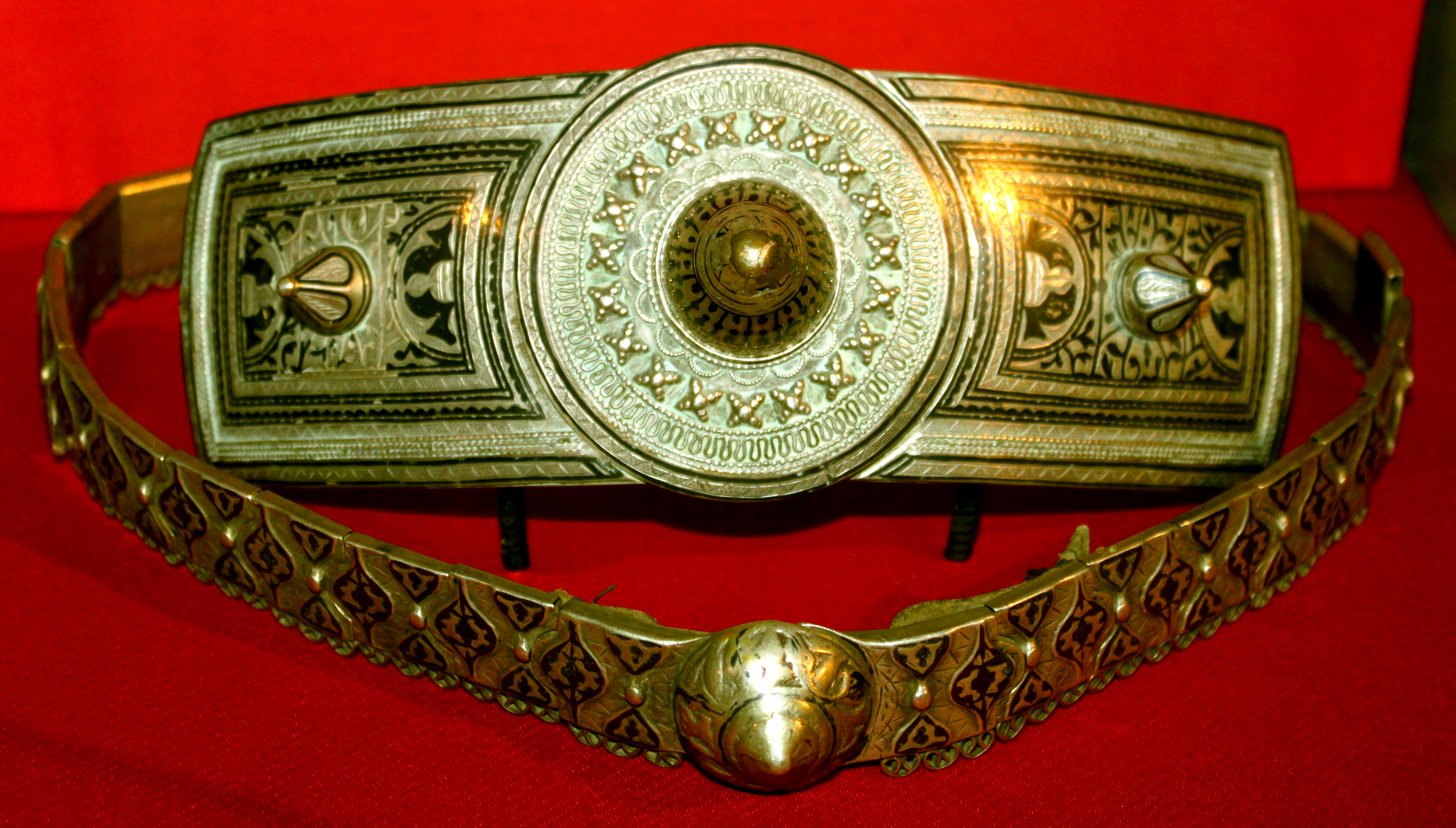
Мужской ремень из серебра кубачинских мастеров (Дворец ширваншахов в Баку)

Кубачинцы-зерихгерани выплавляли железо из руды в местности Хъябкъойла катала около аула Чумли, а затем металл привозился в Угбуг-Кубачи, где его окончательно обрабатывали.
Кубачинские мастера изготавливали холодное оружие и ножны для него. Термин «кубачинское оружие» достаточно широко известен в кругах музейных работников, коллекционеров оружия, ценителей художественного металла. Изготавливались также пряжки для поясов, газыри, серьги, браслеты.
Для кубачинских серебряных изделий характерна чернь по серебру, покрывающая изделие и сочетающаяся с резьбой, гравированным орнаментом, золочением, филигранью, сканью, чеканкой, золотой насечкой, резной костью, цветной эмалью, вставками из полудрагоценных камней, инкрустацией из костяных пластинок.
Ещё одной широко известной разновидностью местного промысла является резьба по камню и дереву. В своей работе кубачинские мастера использовали различные сюжеты, изображая сцены охоты, скачущих всадников, реальных и фантастических животных и птиц. В XVI — XVII веках распространение получили растительные орнаменты.
Наибольшего расцвета традиционные промыслы, включая оружейный, достигли в конце XIX — начале XX века. К этому периоду относится деятельность многих известных мастеров, заслуги которых были отмечены множеством наград на различных выставках. Так, Омар Атта Гаджи Закарьяев завоевал 17 медалей, Гаджиабдула Ибрагимов — 15 медалей. Для многих это была семейная профессия, знания передавались от одних поколений к другим, что позволяло достигать небывалых результатов и создавать уникальные изделия. 
Творения кубачинских мастеров представлены в ряде крупнейших музеев мира, в том числе в Государственном историческом музее (Москва), Государственном Эрмитаже (Петербург), Лувре (Париж), Музее Виктории и Альберта (Лондон), Метрополитен-музее (Нью-Йорк).

## Кубачинский художественный комбинат
После Октябрьской революции 1917 года начался упадок кубачинского ремесла, связанный с административной деятельностью Советской власти, не поощрявшей частные инициативы.

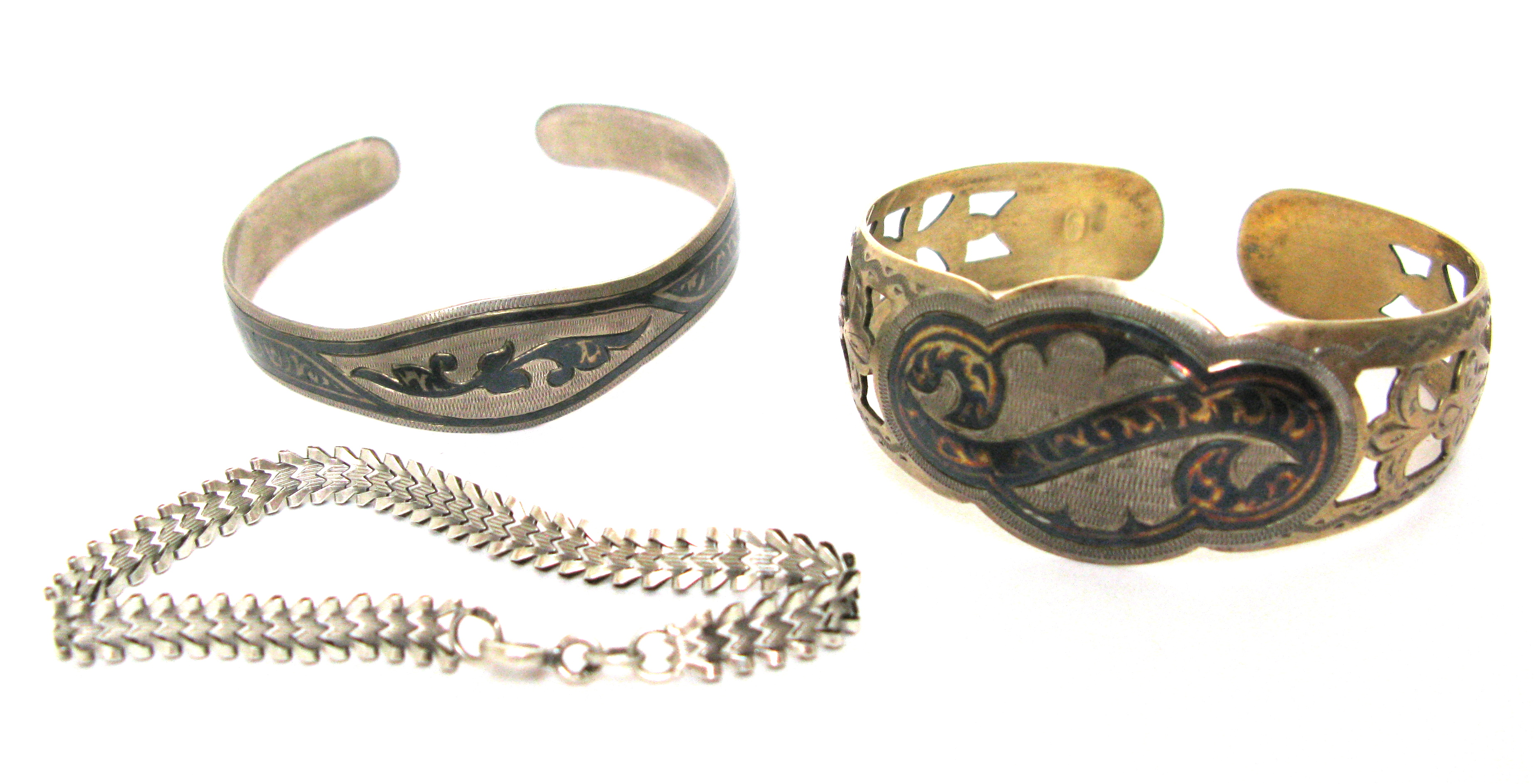
Браслеты в стиле «Кубачи», 1970-1980 гг.

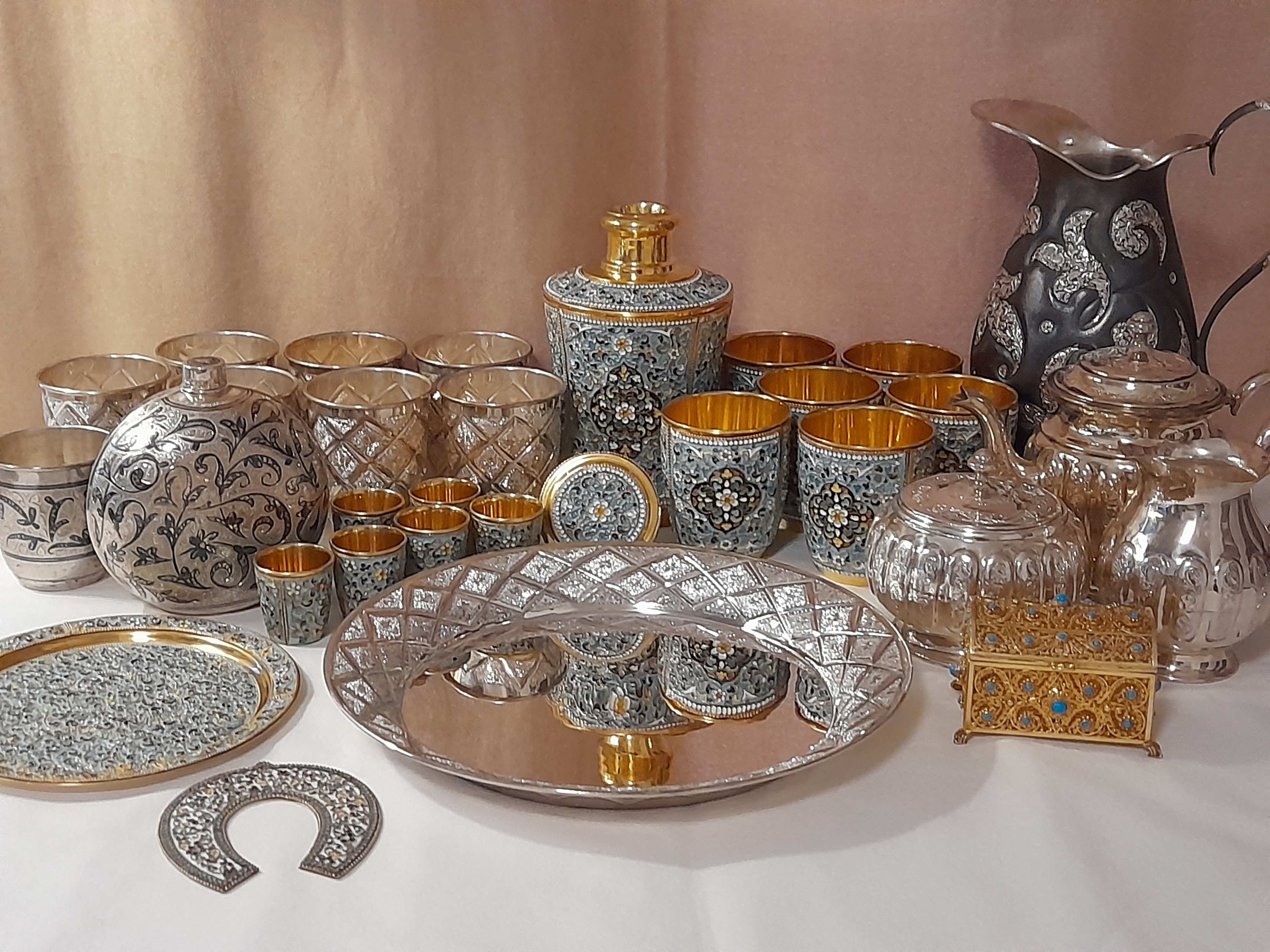
Коллекция современного Кубачинского серебра в Осло

В 1923 году Кубачи приняли участие во Всесоюзной сельскохозяйственной выставке 1923 года. Экспозиция ювелирных изделий продемонстрировала перспективы как отрасли, так и кубачинских мастеров. В 1924 году в Кубачах было проведено собрание, итогом которого стало создание кустарно-промысловой артели «Саниаткар» («Специалист»). Поменялся ассортимент выпускаемых изделий, появились сахарницы, письменные приборы, броши, портсигары, трубки, мундштуки, столовые приборы. Мастера начали получать правительственные заказы и осваивать подарочный сегмент. В 1934 году ювелирное объединение «Саниаткар» было преобразовано в объединение «Художник» со штатом в 90 мастеров. В 1935 году началась подготовка для участия в Парижской художественно-промышленной выставке 1937 года. Было возведено новое здание для ювелирных мастеров. Высокая ответственность перед предстоящей выставкой расширила технические и стилевые приемы. Была модернизировала техника нанесения черни, появилась цветная эмаль. Также кубачинские мастера начали использовать недрагоценные материалы. В частности, для изготовления шкатулки использовал капо-корень. В частности, шкатулку из этого материала с накладками из серебра для Парижской выставки выполнил Шапи Муллаев.
По итогам Парижской выставки изделия кубачинских мастеров получили Золотую медали, а мастера получили денежные премии.
В 1938—1940 годах мастера получили новое здание.
На базе предприятия в 1960 году был образован Кубачинский художественный комбинат, ставший главным предприятием в своём районе и одной из наиболее знаменитых фабрик народных промыслов в горном Дагестане. В 1975 году за свою деятельность комбинат был награждён Орденом Дружбы народов. В период наиболее активной работы предприятия на нём работали до восьмисот человек, а объём обрабатываемого серебра составлял 3,5 тонны ежегодно.

### Музей

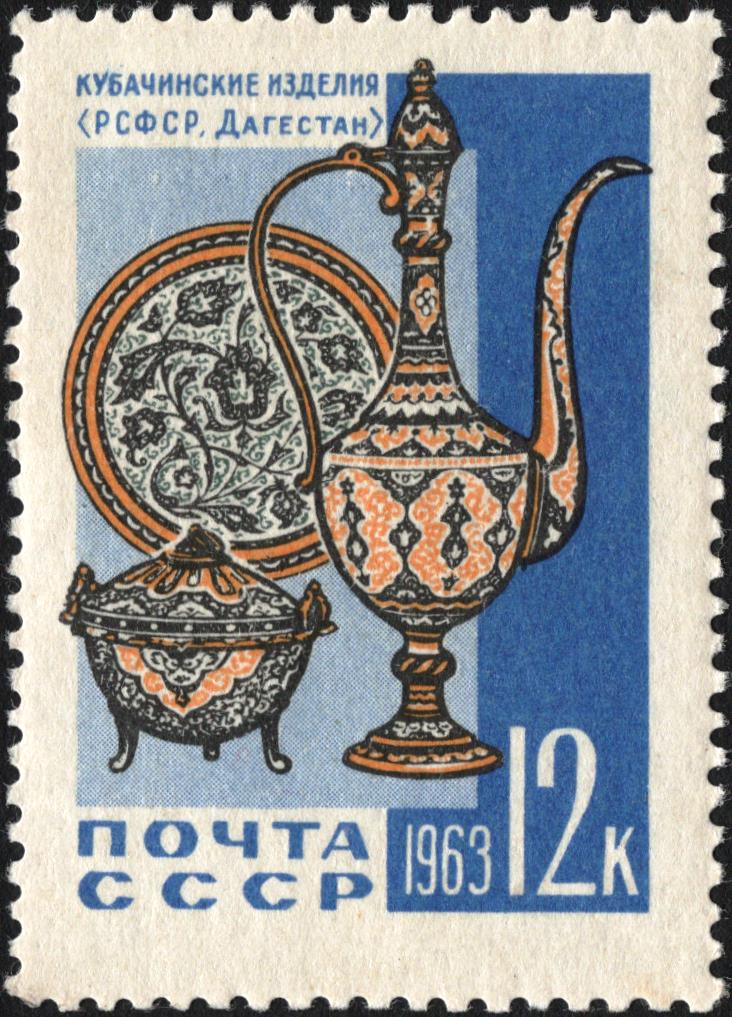
Почтовая марка, 1963 год. Народные художественные промыслы. Кубачинская художественная обработка металла.

На территории художественного комбината действует собственный музей, где хранятся лучшие произведения искусства мастеров-кубачинцев. Среди экспонатов музея наиболее известны легендарная сабля Надир-шаха, правившего Ираном в 1736 — 1747 годах, серебряная ваза с изображениями первых руководителей СССР и другие драгоценности.
Несколько раз музей становился объектом нападения грабителей. Так, в 1993 году они убили охранника музея и пытались вывезти на автомобиле почти все ценности, но были обнаружены и задержаны. 10 июня 2017 года произошла ещё одна крупная кража в музее. В конце августа её исполнители были задержаны, а ценности вновь вернулись в Кубачи.